# Coupe de Suisse de football 1933-1934
Navigation
Édition précédente Édition suivante
La Coupe de Suisse 1933-1934 est la neuvième édition de la Coupe de Suisse, elle débute le 19 août 1933 et s'achève le 2 avril 1934 avec la victoire du Grasshopper Club Zurich qui remporte son quatrième titre.

## Compétition

### Quarts de finale
Les quarts de finale ont lieu le 4 février 1934.
| Équipe 1                | Résultat | Équipe 2             |
| ----------------------- | -------- | -------------------- |
| FC Bâle                 | 3 – 4    | FC Locarno           |
| Grasshopper Club Zurich | 6 - 1    | Young Fellows Zurich |
| Montreux Sports         | 4 - 2    | Brühl Saint-Gall     |
| Servette FC             | 4 - 0    | FC Biel-Bienne       |

### Demi-finales
Les demi-finales ont lieu le 5 mars 1934
| Équipe 1                | Résultat | Équipe 2        |
| ----------------------- | -------- | --------------- |
| Servette FC             | 5 - 1    | Montreux Sports |
| Grasshopper Club Zurich | 5 - 2    | FC Locarno      |

### Finale
| 2 avril 1934 | Grasshopper Club Zurich | 2 - 0   | Servette FC | Stade du Wankdorf, Berne |                      |
|              |                         | (1 - 0) |             | Spectateurs : 20 000     | Spectateurs : 20 000 |